# Euphorbia cylindrifolia
Euphorbia cylindrifolia es una especie fanerógama perteneciente a la familia Euphorbiaceae. 

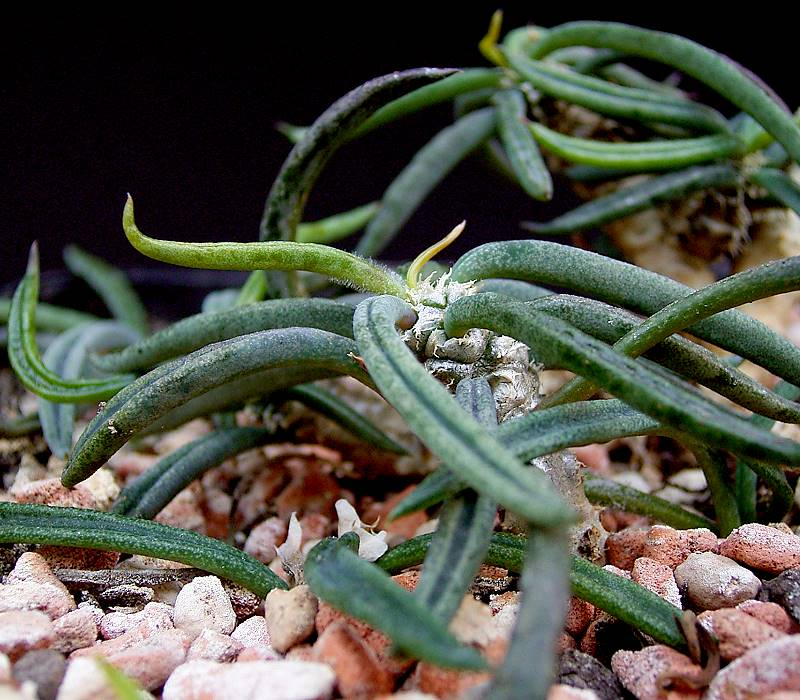
Detalle de las hojas

## Distribución
Es endémica de Madagascar. Su hábitat natural es el bosque seco tropical o subtropical y  zonas de arbustos. No se ve amenazada por la pérdida de hábitat. 

## Descripción
Es un pequeño arbusto, con tallo suculento, que se encuentra a una altitud de 0-500 metros.

## Variedades
- Euphorbia cylindrifolia var. cylindrifolia
- Euphorbia cylindrifolia var. tuberifera Rauh[2]

## Taxonomía
Euphorbia cylindrifolia fue descrita por Marn.-Lap. & Rauh y publicado en Kakteen und andere Sukkulenten 12: 69–70. 1961.
Etimología
Euphorbia: nombre genérico que deriva del médico griego del rey Juba II de Mauritania (52 a 50 a. C. - 23), Euphorbus, en su honor – o en alusión a su gran vientre –  ya que usaba médicamente Euphorbia resinifera. En 1753 Carlos Linneo asignó el nombre a todo el género.
cylindrifolia: epíteto latino que significa "con hojas cilíndricas".